# Flodoard Geyer
Flodoard Geyer (Berlín, 1811 - 1872) fou un compositor i musicògraf alemany.
Estudià composició amb Marx, i el 1842 fundà l'Akademischer Männergesangverein, que dirigí per espai de molts anys. Fou crític musical de la Spenersche Zeitung, Neue Berliner Musikzeitung i Deutscher Reichsanzeiger, nomenant-se'l el 1851 professor del Conservatori Kullak-Stern, on tingué entre altres alumnes a Friedrich Zelle i Ernst Flügel.
A més d'un important tractat, Kompositionslehre, va compondre diverses òperes, el drama líric Maria Stuart, simfonies i música religiosa.